# Hamowidło
Hamowidło, zaszczepka (łac. retinaculum, tenaculum) – element aparatu skokowego skoczogonków. Położone jest na brzusznej stronie III segmentu odwłoku. Powstaje z przekształconych szczątkowych odnóży odwłokowych.
Hamowidło składa się z podstawy (corpus tenaculi) i dwóch ramion (rami). Zewnętrzna strona ramion wyposażona jest w 2-4 zazębione karby, które zahaczają o odpowiednie listewki ulokowane na wewnętrznej stronie nasad obu ramion widełek skokowych. Funkcją hamowidła jest przytrzymywanie widełek skokowych w pozycji spoczynkowej poziomo, podgiętych ku brzusznej stronie odwłoka.